# Parafia Objawienia Pańskiego w Łukawcu
Parafia Objawienia Pańskiego w Łukawcu – parafia rzymskokatolicka znajdująca się w dekanacie Lubaczów, w diecezji zamojsko-lubaczowskiej.
Do parafii należą wierni z następujących miejscowości: Łukawiec, Majdan Lipowiecki, Mielniki, Szczutków, Szczutków Tuczarnia, Tarnawskie.

## Historia
Parafia erygowana została 1 lipca 1754 roku. Do parafii przydzielono wtedy miejscowości: Szczutków, Bihale, Nowa Grobla, Kobylnica Ruska i Wołoska.
Modrzewiowy kościół parafialny, pw. Objawienia Pańskiego, został ufundowany przez biskupa przemyskiego Wacława Hieronima Sierakowskiego latach 1754–1756 i przez niego konsekrowany 6 stycznia 1757 roku, w Uroczystość Objawienia Pańskiego. Świątynię wielokrotnie odnawiano. W trakcie remontu w latach 1948–1950 zmieniono formę wieżyczki na sygnaturkę.  Przy okazji remontu w latach 1974–1975 rozbudowano przedsionek. Ostatni remont przeprowadzono w roku 2007.
Obecny kościół parafialny, pw. NMP Królowej Polski, murowany, jednonawowy, w stylu nowoczesnym, został wybudowany w latach 1980–1989. Świątynia jest Sanktuarium Matki Bożej Łukawieckiej, gdyż w ołtarzu znajduje się cudowny obraz Matki Bożej Łukawieckiej (dawniej Tartakowskiej), koronowany przez obecnie świętego Jana Pawła II. Sam kościół kształtem przypomina łodź. W kościele znajduje się też kaplica Jana Pawła II, z licznymi pamiątkami, jak piuską, kielichem, którym odprawiał mszę świętą, a nawet relikwią, w postaci kosmyka włosów papieża Polaka. Z parafii pochodzi wielu kapłanów m.in. ks. abp Mieczysław Mokrzycki – metropolita Lwowski.

### Proboszczowie
- ks. Józef Kornaga (1971–2007)
- ks. Janusz Sokołowski (2007–2021)
- ks. Dominik Samulak (od 2021)

## Cudowny Obraz Matki Bożej Łukawieckiej
Cudowny Obraz Matki Bożej Łukawieckiej (dawniej Tartakowskiej) powstał na początku XVII wieku i znajdował się w zamku Potockich w Tartakowie. Po pożarze zamku, obraz trafił na plebanię, a później do kościoła w Tartakowie. W dniach 9–24 marca 1765 r. z oczu Matki Najświętszej na obrazie, wypływały krwawe łzy, co określono mianem „płaczu”. W tym czasie nad kościołem widać było jasną łunę. Wiele osób widziało, jak obraz mienił się kolorami. Obraz zaczęto określać jako cudowny, a do kościoła przybywało wielu ludzi, prosząc o łaski. Wielu z nich otrzymało uzdrowienie, a wieść o cudach rozniosła się szybko. Jednak w wyniku wielu zdarzeń w 1965 roku obraz z wizerunkiem Matki Bożej trafił do Lubaczowa. Ostatecznie umieszczony został w zabytkowym, drewnianym kościele w Łukawcu, gdzie otoczono go niezwykłą czcią. Obraz został koronowany przez obecnie św. Jana Pawła II, podczas jednej z jego pielgrzymek do Polski. W Łukawcu powstał nowy kościół, do którego przeniesiono obraz, gdzie znajduje się do tej pory. Natomiast poświęcona i również koronowana przez papieża kopia obrazu wróciła do Tartakowa 15 maja 2004 r.
Parafia ma kościoły filialne w Majdanie Lipowieckim pw. św. Józefa Oblubieńca oraz Szczutkowie pw. św. Wawrzyńca. Do parafii należą także Mielniki i Tarnawskie. Liczba parafian: 1950.

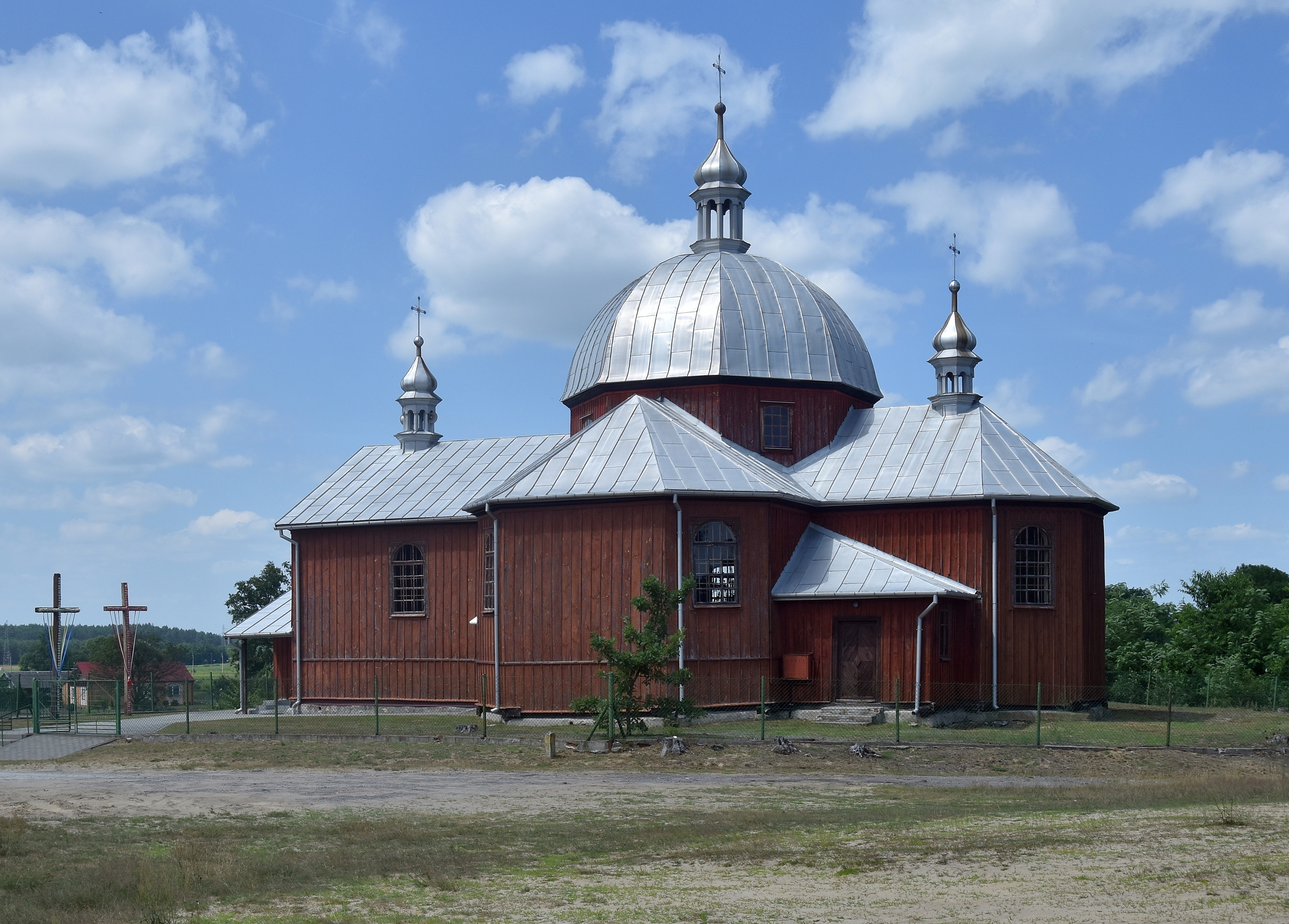
Kościół filialny, dawna cerkiew w Szczutkowie
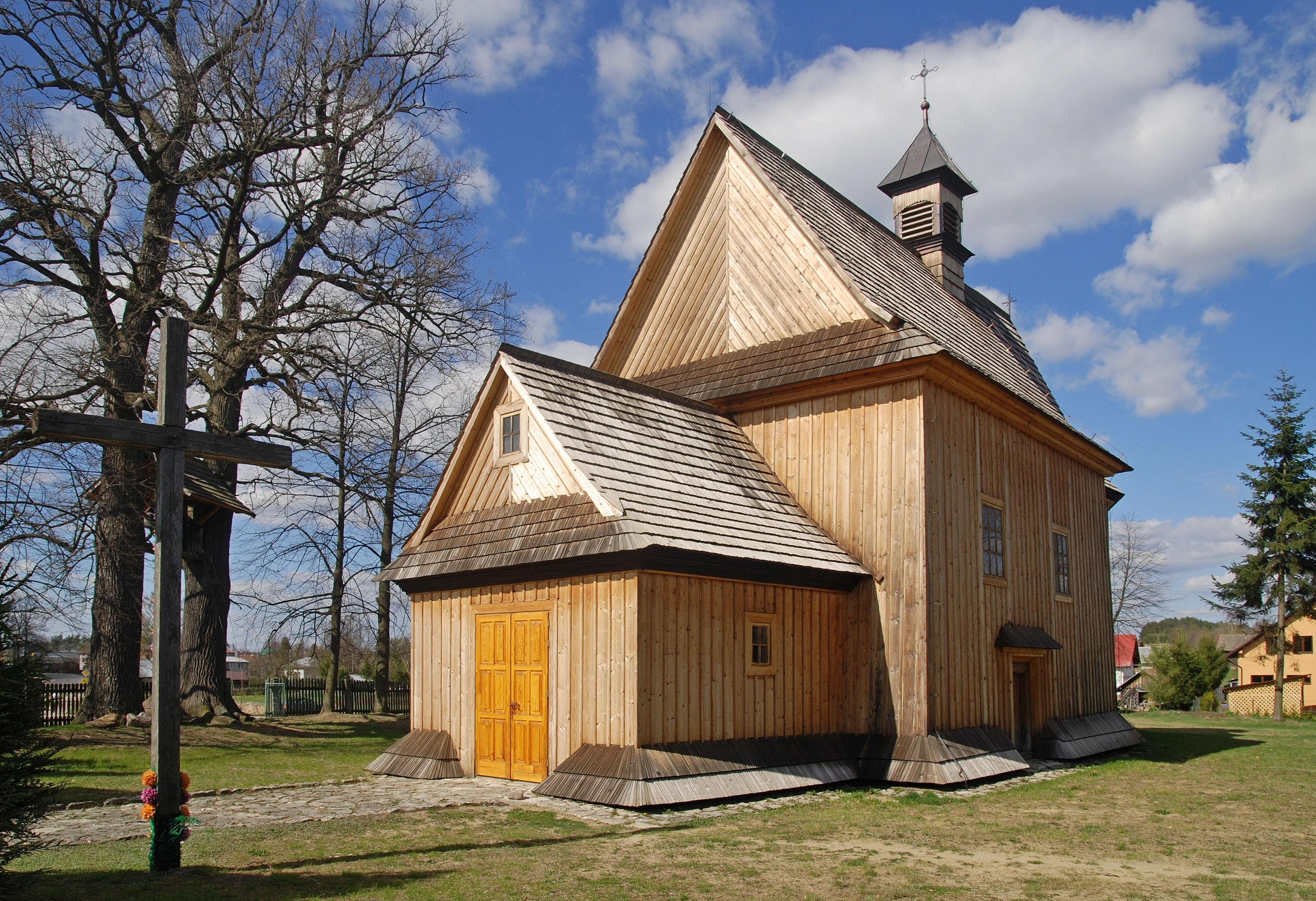
Zabytkowy kościół Objawienia Pańskiego z 1754 w Łukawcu